# Canton d'Ajaccio-3
Le canton d'Ajaccio-3 est une division administrative française située dans le département de la Corse-du-Sud et la région Corse.

## Histoire
Le canton d'Ajaccio-III (Centre-Ville-Nord) a été créé par le décret du 18 août 1973 à la suite du démantèlement de l'ancien canton d'Ajaccio.
Un nouveau découpage territorial de la Corse-du-Sud entre en vigueur en mars 2015, défini par le décret du 24 février 2014. La composition du canton d'Ajaccio-3 est remaniée.

## Géographie
Ce canton est organisé autour d'Ajaccio dans l'arrondissement d'Ajaccio. Son altitude varie de 0 m (Ajaccio) à 787 m (Ajaccio) pour une altitude moyenne de 38 m.

## Représentation

### Représentation de 1973 à 2015
| Période | Période          | Identité             | Étiquette             | Qualité |
| ------- | ---------------- | -------------------- | --------------------- | --- |
| 1973    | 1985             | Pierre Predali       | Bonapartiste puis DVD | Adjoint au Maire d'Ajaccio |
| 1985    | 1994 (démission) | Marc Marcangeli      | Bonapartiste          | Député (1994-1995) Maire d'Ajaccio (1994-2001) |
| 1994    | 1998             | Francis Gambarelli   | Bonapartiste          | Adjoint au Maire d'Ajaccio |
| 1998    | 2001 (démission) | Simon Renucci        | DVG puis app.PS       | Pédiatre Maire d'Ajaccio (2001-2014) Président de la Communauté d'agglomération du Pays ajaccien Député (2002-2012) Conseiller territorial de 1998 à 2002 |
| 2001    | 2004             | François Pieri       | PRG                   | Conseiller municipal d'Ajaccio |
| 2004    | 2011             | Pierre Santoni       | UMP                   | Vice-Président du Conseil Général |
| 2011    | 2015             | François Casasoprana | PS                    | Adjoint au Maire de 2001 à 2014 |

### Représentation après 2015
| Période élective | Période élective | Mandat | Mandat | Identité            | Nuance | Nuance | Qualité |
| ---------------- | ---------------- | ------ | ------ | ------------------- | ------ | ------ | --- |
| 2015             | 2021             | 2015   | 2017   | Pierre Cau          |        | LR     | Cadre bancaire Ancien conseiller général du canton d'Ajaccio-5 (2004-2015)                                                        |
| 2015             | 2021             | 2015   | 2017   | Isabelle Feliciaggi |        | DVD    | Conseillère municipale d'Ajaccio Elue à la première Collectivité Territoriale Unique (CTU) de la Corse depuis le 20 Décembre 2017 |

Lors des élections départementales de 2015, le binôme composé de Pierre Cau et Isabelle Feliciaggi (UMP) est élu au 1er tour avec 62,11 % des suffrages exprimés, devant le binôme composé de Ghislaine Batte et Philippe Ellul (FN) (21,17 %). Le taux de participation est de 47,67 % (3 813 votants sur 7 998 inscrits) contre 51,56 % au niveau départementalet 50,17 % au niveau national.

## Composition

### Composition de 1973 à 2015
Le canton d'Ajaccio-III se composait de la portion de territoire de la ville d'Ajaccio comprenant les voies et quartiers ci-après : boulevard du Roi-Jérôme, de la rue Saint-Roch à la rue des Trois-Marie (du numéro 19 au numéro 23 inclus), quai L'Herminier, chambre de commerce, quai de la République, rue Saint-Roch, rue Jérôme-Péri, rue Jean-Baptiste-Marcaggi, maison du combattant, passage Trenta-Costa, boulevard Sampiero, rue Pierre-de-Coubertin, rue Frediani, rue des Trois-Marie, rue du Docteur-Versini, rue des Charrons, rue Fesch dans sa partie comprise entre l'avenue A.-Sérafini et la Barrière (côté pair du numéro 2 au numéro 86, côté impair du numéro 45 au numéro 59), soit de la rue des Trois-Marie à la Barrière, avenue de Paris, rue du Maréchal-d'Ornano, rue du Général Fiorella, rue du Général-Levie, rue du Docteur-Clada, rue Martinetti, rue du Duc-de-Trévise, rue H.-Dunant, avenue de l'Impératrice-Eugénie, résidence Cilof, Bâticop, Les Oliviers, Les Pins, quai Olivetti, parc Forcioli-Conti, Le Belvédère, rue Frassetto, cours Grandval, rue Rossi, rue du Docteur-Pompeani, quai Balestrino, résidence Les Aloès, rue Cyrnos, cours du Général-Leclerc, place Abbatucci, cours Napoléon, côté impair du numéro 43, angle de la rue de la Barrière au numéro 49, angle. de l'avenue Beverini, boulevard Masseria, institution Sainte-Marie, rue Comte-Bacciochi, rue San-Lazaro, avenue Pascal-Paoli, rue de la Pietrina, avenue Bévérini, avenue de la Grande-Armée, résidence des Jardins-de-l'Empereur, avenue Napoléon-III, centre hospitalier, foyer de l'enfance, lycée Laétitia.

### Composition à partir de 2015
| Nom                             | Code Insee | Intercommunalité    | Superficie (km2) | Population (dernière pop. légale)                | Densité (hab./km2) | Modifier                                    |
| ------------------------------- | ---------- | ------------------- | ---------------- | ------------------------------------------------ | ------------------ | ------------------------------------------- |
| Ajaccio (bureau centralisateur) | 2A004      | CA du Pays ajaccien | 82,03            | Fraction : 17 453 (2022) Commune : 75 343 (2022) | 918                | modifier les données · modifier les données |
| Canton d'Ajaccio-3              | 2A03       |                     |                  | 17 453 (2022)                                    |                    | modifier les données                        |

Le nouveau canton d'Ajaccio-3 comprend la partie de la commune d'Ajaccio située au sud et à l'ouest d'une ligne définie par l'axe des voies et limites suivantes : depuis le littoral, jetée du Margonajo, boulevard Charles-Bonaparte, avenue Jean-Jérôme-Levie, cours Napoléon (direction Nord), avenue Beverini-Vico, avenue de la Grande-Armée (direction Sud-Ouest), chemin de crête, chemin de la Lisa (direction Nord), avenue du Colonel-Colonna-d'Ornano (direction Ouest), avenue du Maréchal-Moncey (direction Nord), chemin de Loretto (direction Nord-Ouest), rue des Romarins (direction Nord-Ouest), chemin de la Carosaccia (direction Nord-Ouest), canal de la Gravona (direction Nord), ruisseau de San-Remedio (direction Est), route d'Alata (direction Nord), tronçon de voie dans le prolongement de la route d'Alata (direction Nord), canal de la Gravona (direction Nord-Est), boulevard Louis-Campi (direction Sud-Ouest), boulevard Sebastianu-Costa, chemin de Candia, rue de Candia, cours Jean-Nicoli.

## Démographie

### Démographie avant 2015
| 1975 | 1982 | 1990  | 1999  | 2006  | 2011  | 2012  |
| ---- | ---- | ----- | ----- | ----- | ----- | ----- |
| -    | -    | 8 534 | 7 566 | 8 628 | 9 313 | 9 216 |

### Démographie depuis 2015
En 2022, le canton comptait 17 453 habitants, en évolution de +2,43 % par rapport à 2016 (Corse-du-Sud : +7,61 %, France hors Mayotte : +2,11 %).
| 2013   | 2018   | 2022   |
| ------ | ------ | ------ |
| 16 613 | 17 269 | 17 453 |